# تاريخ بيت المقدس (كتاب)
 تاريخ بيت المقدس هو كتاب تاريخي عن تاريخ بيت المقدس، ألفه الحافظ ابن الجوزي (508 هـ - 597 هـ)، يتحدث الكتاب عن تاريخ بيت المقدس من خلال النقاط التالية: في ابتداء بناء بيت المقدس والمسجد الأقصى، وفي ابتداء شد الرحال إلى بيت المقدس. وفضل الصلاة في بيت المقدس، وفضل الإحرام من بيت المقدس. والحديث عن الصخرة وأنها من الجنة.

## موضوعات الكتاب
- الفصل الأول في ابتداء بناء بيت المقدس والمسجد الأقصى.
- الفصل الثاني في ابتداء شد الرحال إلى بيت المقدس.
- الفصل الثالث في فضل الصلاة في بيت المقدس.
- الفصل الرابع في فضل الإحرام من بيت المقدس والآثار فيه.
- الفصل الخامس في فضل الصدقة والصيام في بيت المقدس وشهور الموسم.
- الفصل السادس في ذكر الصخرة وأنها من الجنة.
- الفصل السابع في البلاطة السوداء ومن أين يدخل الصخرة.
- الفصل الثامن في قبة المعراج.
- الفصل التاسع في عين سلوان وبناء بيت المقدس وفضل جب الورقة.
- الفصل العاشر في فضل الساهرة وفضل من مات بها وبيت المقدس.
- الفصل الحادي عشر فيمن رأى بدور تلك المواضع ومن لم يدور.
- الفصل الثاني عشر في جامع فضائل بيت المقدس.
- الفصل الثالث عشر في زيارة قبر إبراهيم الخليل.[2]